# Guillén de San Clemente
Guillén de San Clemente y de Centelles (Barcelona, 1530 - Praga, 1608), también conocido como Guillem de Santcliment i de Centelles, fue un político, militar y diplomático español, caballero de Santiago y comendador de Moratalla.

## Vida
Nació en Barcelona. Era hijo de Joan de Santcliment (alcalde del Castillo de Salses) y miembro de la Casa de Santcliment. Entró al servicio militar del rey Felipe II de España y participó en la batalla de Lepanto. En 1581 Guillem de Santcliment fue nombrado embajador ante la corte de Rodolfo II desde 1581 hasta 1608. Fue embajador en Cracovia en 1578, 1579 y 1587. 

## Tumba

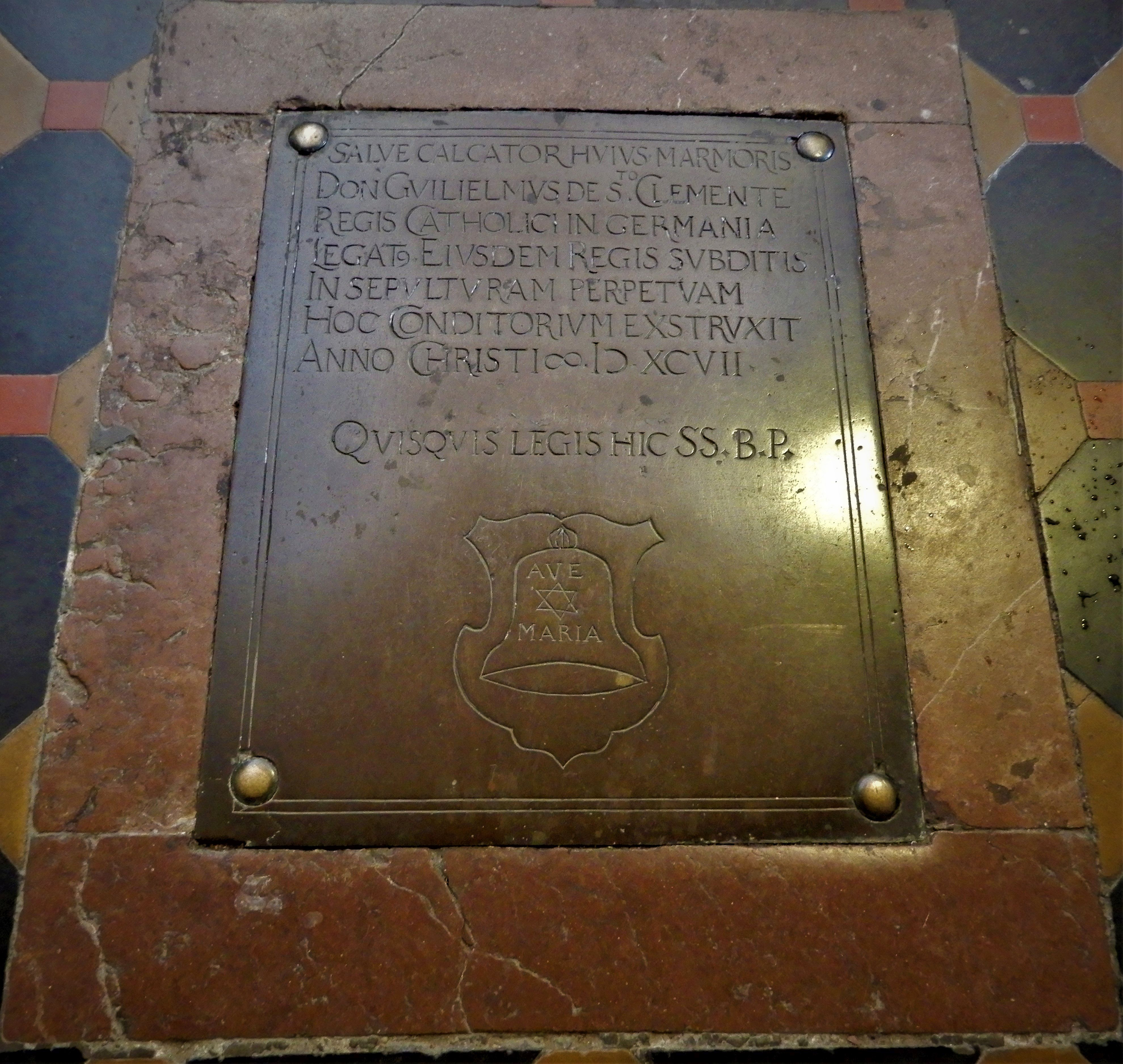
Lápida de Guillén de San Clemente en la Iglesia de Santo Tomás de Praga (Malá strana)

Don Guillén murió en Praga y por lo tanto fue enterrado en la iglesia principal de los cortesanos católicos praguenses y españoles, en la iglesia de St. Tomáš en el Malá strana, en el sepulcro que mandó construir en el suelo de la nave frente al altar sólo para los miembros de la comunidad española. Tiene un marco de mármol Slivenecki marrón y una inscripción grabada en capiteles sobre la lápida de bronce conservada: SALVE CALCATOR HVIVS MARMORIS/ DON GUILIELMUS DE Sto CLEMENTE REGIS CATHOLICI IN GERMANIA/ LEGATOR EIVSDEM REGIS SVBDITIS/ IN SEPULTURAM EXSTRUXIT ANNO CHRISTI ICXCVII QUISQUIS LEGIS HIC SS.B.P. y debajo un escudo de armas con una campana, en ella una estrella de seis puntas y las palabras iniciales de la oración AVE MARIA.